# カンタベリー博物館

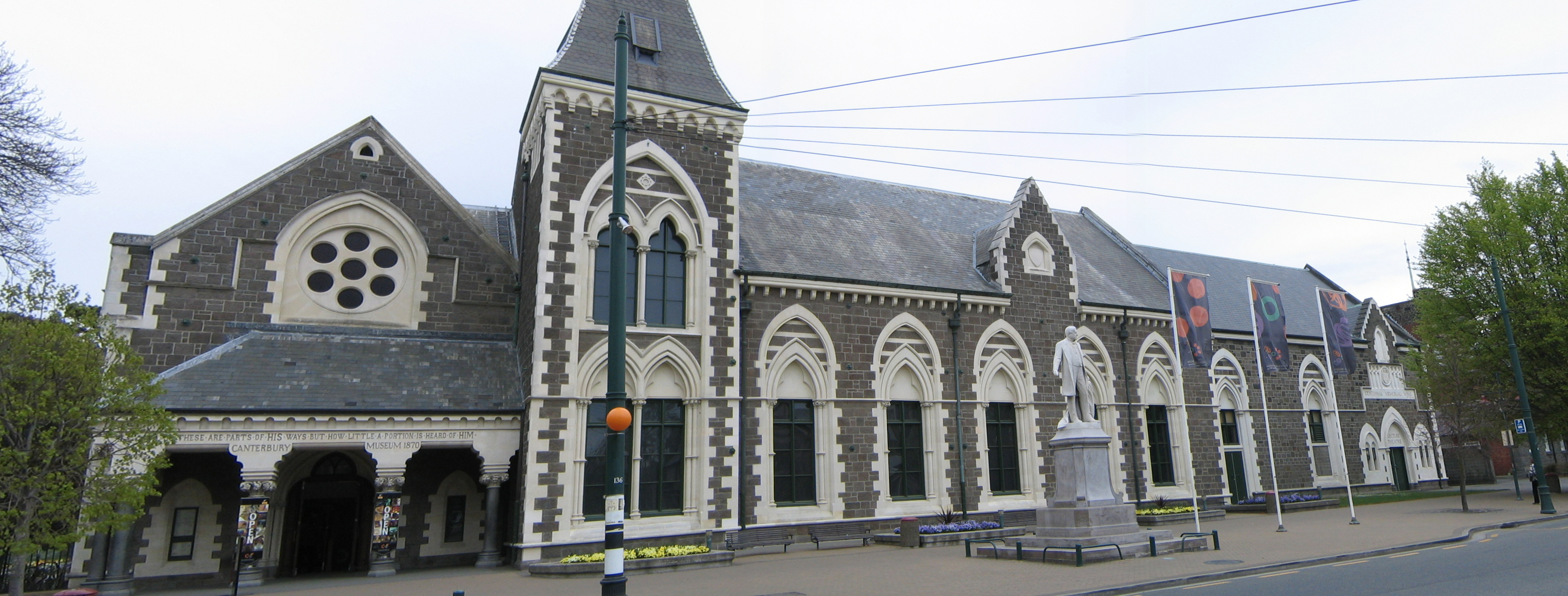
カンタベリー博物館

カンタベリー博物館（Canterbury Museum）は、ニュージーランド南島クライストチャーチにある博物館。
1867年開館。クライストチャーチの主要観光名所でもある。ネオ・ゴシック建築の建物。カンタベリー地区の開拓の歴史、マオリ文化、ヨーロッパからの移民の歴史などを歴史的な資料とともに展示した博物館。南極への出入り口でもあるクライストチャーチの歴史、南極探検に関する資料、調査標本の展示も行っている。かつてニュージーランドに生息した巨鳥モアや国鳥キーウィなど希少鳥類の剥製展示もされている。
入館は無料。入館時に寄付金を呼びかけている。ハグレイ公園に隣接し、クライストチャーチ・アートセンターの向かい側に位置する。